# Étienne de Lexington

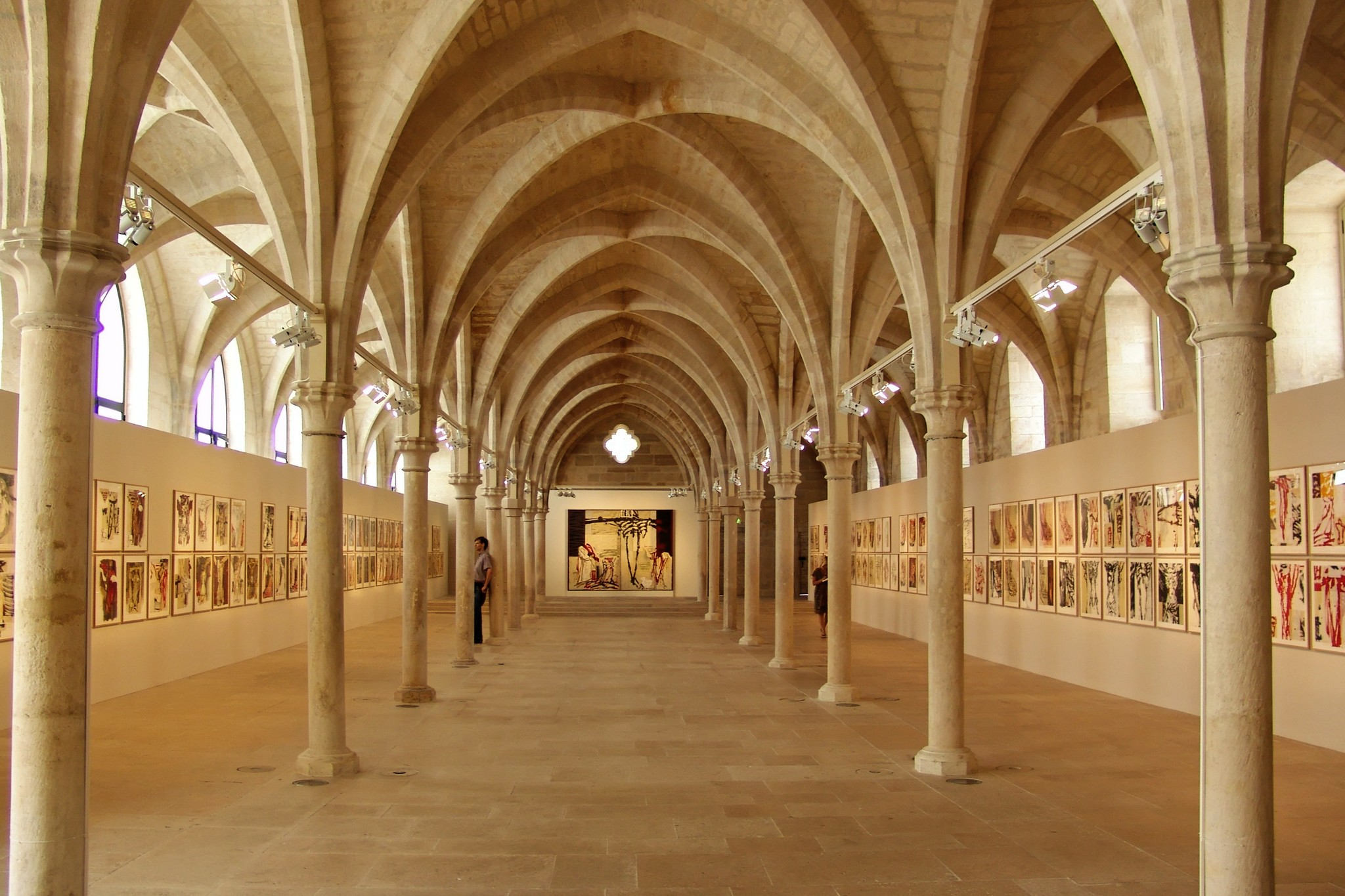
Le collège des Bernardins, fondé par Étienne de Lexington

Étienne de Lexington, Étienne de Lexinton (1198-1258) fut abbé de Clairvaux, fondateur du collège des Bernardins.

## Biographie
Il est issu d'une famille anglo-normande de la région de Nottingham. Son nom dérive du manoir de Laxton. Il était le fils de Richard de Lexington. Il avait trois frères Robert, Jean et Henri et deux sœurs dont Elisabeth, mère de Olivier de Sutton, évêque de Lincoln. Étienne a étudié les arts à Paris comme son frère Jean. Il continua par des études de théologie à Oxford auprès du maître Edmond d'Abingdon, qui devint par la suite archevêque de Canterbury. C'est ce dernier qui l'encouragea à prendre l'habit des cisterciens aux alentours de 1221. En 1223, il est abbé de Stanley dans le Wiltshire lié à l'abbaye de Savigny en Normandie. En 1229, après avoir accompli avec succès diverses missions pour l'ordre cistercien, notamment en Irlande, il est nommé abbé de Savigny. En 1243, il est abbé de Clairvaux. Il était convaincu de l'importance de la formation et des vertus de l'enseignement universitaire. C'est ainsi qu'en 1247, Étienne de Lexinton commença par lancer le projet de construction d'un collège à Paris, l'actuel collège des Bernardins, dans un lieu marécageux et hostile dit les « Chardonnets » en raison de l'abondance de chardons. Étienne avait l'ambition de former ainsi de nombreux moines cisterciens venus de toute l'Europe à l'image des dominicains. Mais en raison de ces succès et de sa brillante carrière dû à ses talents, Étienne s'attira la jalousie et l'hostilité de ses pairs. Pour une raison futile, il fut déposé malgré l'intervention du pape Alexandre IV et du roi Saint Louis. Étienne se retira à l'abbaye d'Ourscamp, où il décéda en 1258. Son projet prit néanmoins de l'ampleur et le collège des Bernardins fut un réel succès : l'ordre cistercien était en possession de collèges et de lieux d'études dans les principales universités d'Europe, notamment Oxford, Montpellier ou Toulouse.